# Mohammad Kabbara
Mohammad Kabbara (né à Tripoli en 1944) est un homme politique libanais.
Il est depuis 1992 député sunnite de Tripoli. Entre 2000 et 2005, il est membre du Bloc Tripolitain avec Mohammad Safadi et Maurice Fadel, au sein de l'Alliance du 14-Mars. En 2009, il rompt avec Safadi pour intégrer le bloc du Courant du Futur de Saad Hariri.
En 2021, une enquête conjointe de l'ONG Gherbal Initiative et de journalistes d'Al Jadeed TV révèle que Kabbara détient, en son nom propre, 221 propriétés au Liban. Il est le deuxième homme politique libanais en nombre de propriétés derrière Walid Joumblatt.